# Họ Cá tráp
Họ Cá tráp (danh pháp khoa học: Sparidae) là một họ cá vây tia theo truyền thống xếp trong bộ Perciformes, nhưng gần đây được phân loại lại là thuộc bộ Spariformes.
Hầu hết cá trong họ này có thân sâu, dẹp bên với miệng nhỏ nằm xa mắt, một vây lưng duy nhất vừa có tia gai vừa có tia mềm, vây hậu môn ngắn, vây ngực dài và nhọn, các vảy khá lớn và gắn chặt. Chúng sống trong vùng nước nông ôn đới - nhiệt đới và kiếm ăn tầng đáy.
Một số loài, như Polysteganus undulosus, đang bị đánh bắt quá mức.

## Đặc điểm
Môi trường sống: Chủ yếu là môi trường biển; rất ít loài là cá nước ngọt hay nước lợ. Thông thường phổ biến nhất là dọc theo vùng nước nông ven bờ (kể cả vùng cửa sông), tới các vùng nước sâu hơn như là cá sống chìm ở các thềm và dốc lục địa.
Phân bố: Vùng nhiệt đới và ôn đới thuộc Đại Tây Dương, Ấn Độ Dương và Thái Bình Dương.
Dinh dưỡng: Phần lớn là cá ăn thịt, ăn các loài động vật không xương sống có vỏ cứng và sống ở đáy.
Đặc trưng: Vây lưng thường có 10-13 tia gai và 10-15 tia mềm. Vây hậu môn có 3 tia gai và 8-14 tia mềm. Hàm trên ẩn trong màng bọc khi miệng khép lại. Tia màng mang 6. Đốt sống 24 (10 + 14). Chiều dài tùy theo loài, từ nhỏ 2,8 xentimét (1 in) như ở Dentex spariformis tới lớn 200 xentimét (79 in) như ở Lithognathus lithognathus và Petrus rupestris.
Có những loài lưỡng tính trong họ Sparidae. Lưỡng tính cái trước (sinh ra là cá cái nhưng sau đó chuyển thành cá đực) và lưỡng tính đực trước (sinh ra là cá đực nhưng sau đó chuyển thành cá cái) xuất hiện rời rạc trong khắp dòng dõi cá này. Còn lưỡng tính đồng thời (đồng thời có cả tuyến sinh dục đực lẫn tuyến sinh dục cái) và lưỡng tính hai hướng (có các cơ quan sinh dục đực và cái nhưng tùy theo giai đoạn trong cuộc đời mà đóng vai trò là cá đực hay cá cái) thì ít gặp hơn nhiều do Sparidae chủ yếu được tìm thấy trong các vùng nước nông. Các loài cá thể hiện tính trạng lưỡng tính thường "thiếu kết nối cứng di truyền", vì thế các yếu tố sinh thái có vai trò trong xác định giới tính.
Hầu hết có răng nghiền kiểu răng hàm.
Sử dụng: Cá thực phẩm và cá câu thể thao hàng đầu. Một ít loài có dính líu tới ngộ độc cá ciguatera.

## Các chi

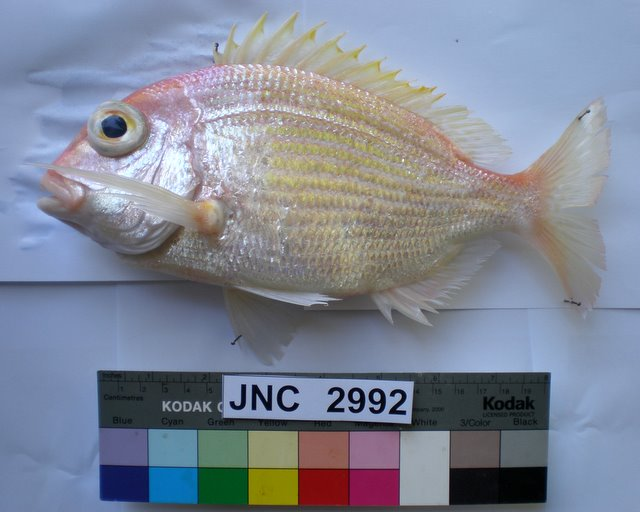
Dentex fourmanoiri

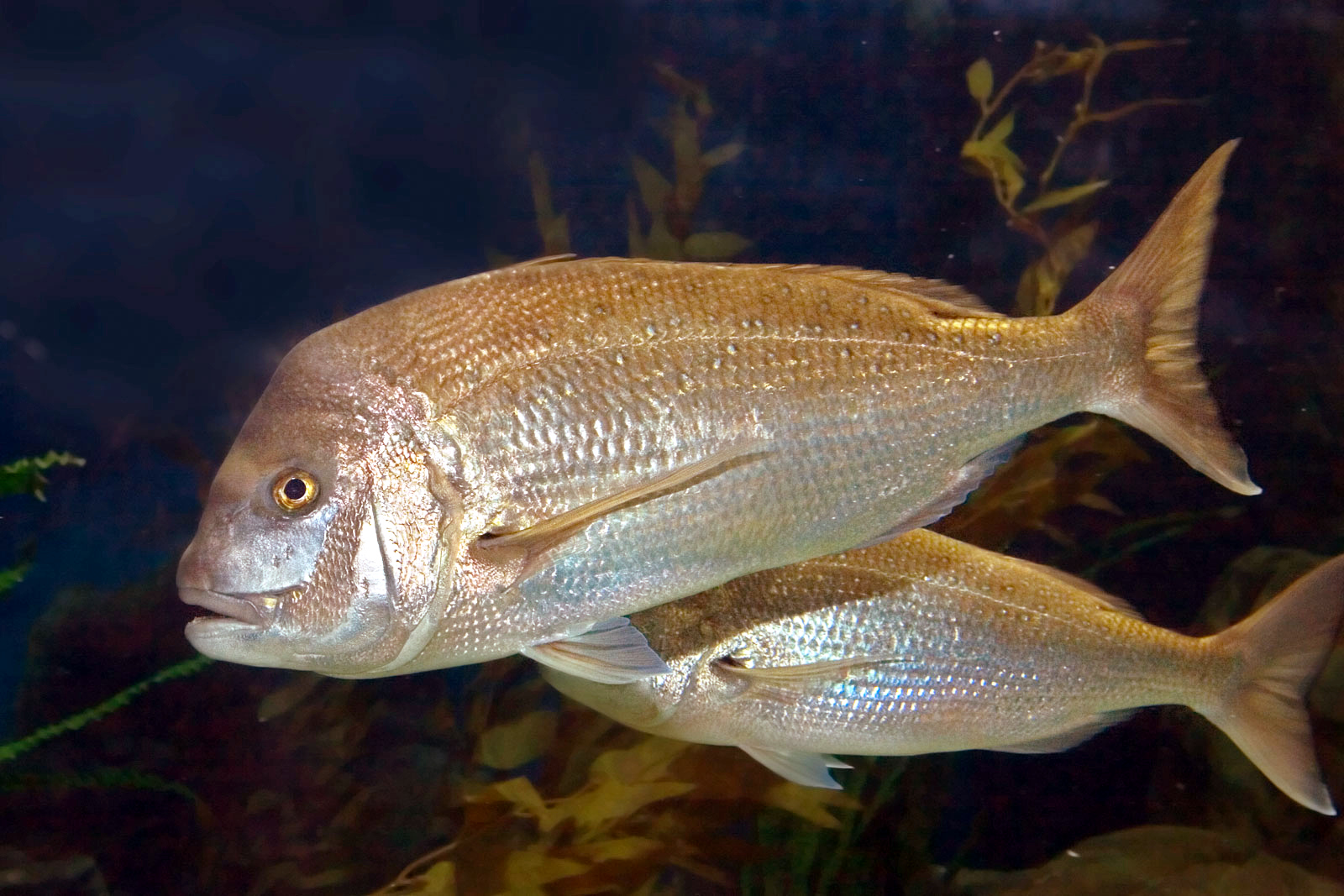
Pagrus auratus

Họ Sparidae gồm 159 loài trong 38 chi:
- Acanthopagrus Peters, 1855
- Amamiichthys Tanaka & Iwatsuki, 2015[9]
- Archosargus Gill, 1865
- Argyrops Swainson, 1839
- Argyrozona Smith, 1938
- Boops Cuvier, 1814
- Boopsoidea Castelnau, 1861
- Calamus Swainson, 1839
- Centracanthus Rafinesque, 1810
- Cheimerius Smith, 1938
- Chrysoblephus Swainson, 1839
- Crenidens Valenciennes, 1830
- Cymatoceps Smith, 1938
- Dentex Cuvier, 1814
- Diplodus Rafinesque, 1810
- Evynnis Jordan & Thompson, 1912
- Gymnocrotaphus Günther, 1859
- Lagodon Holbrook, 1855
- Lithognathus Swainson, 1839
- Oblada Cuvier, 1829
- Pachymetopon Günther, 1859
- Pagellus Valenciennes, 1830
- Pagrus Cuvier, 1816
- Parargyrops Tanaka, 1916
- Petrus Smith, 1938
- Polyamblyodon Norman, 1935
- Polysteganus Klunzinger, 1870
- Porcostoma Smith, 1938
- Pterogymnus Smith, 1938
- Rhabdosargus Fowler, 1933
- Sarpa Bonaparte, 1831
- Sparidentex Munro, 1948
- Sparodon Smith, 1938
- Sparus Linnaeus, 1758
- Spicara Rafinesque, 1810
- Spondyliosoma Cantor, 1849
- Stenotomus Gill, 1865
- Virididentex Poll, 1971